# Aeroportul Richard Lloyd Jones Jr.
Aeroportul Richard Lloyd Jones Jr. (IATA: RVS, ICAO: KRVS, FAA LID: RVS) este un aeroport din Oklahoma, Statele Unite ale Americii ce deservește zona Tulsa. Aeroportul a fost tranzitat în 2019 de 38 de pasageri.
Situat la o altitudine de 194 m, aeroportul dispune de 3 piste.

## Infrastructură

### Piste
Aeroportul dispune de 3 piste: 
- pista 01L/19R din asfalt, cu dimensiunile 5.102 picioare × 100 picioare
- pista 01R/19L din asfalt, cu dimensiunile 4.208 picioare × 100 picioare
- pista 13/31 din asfalt, cu dimensiunile 2.641 picioare × 50 picioare